# ラメズ・ダユブ
ラメズ・ダユブ（アラビア語: رامز ديوب、1984年8月9日 - ）は、レバノンの元サッカー選手。元レバノン代表。ポジションはCBあるいはDMF。

## 経歴
サファー・ベイルートSCでデビューし、長く所属した。その後、ヤンゴン・ユナイテッドFC、アル・シャバーブ・マナーマ、マグウェFCに所属したのちにセランゴールFAへ移籍した。
2013年2月26日、レバノンのクラブや代表が関わる複数の試合で非合法な賭博をしたとして逮捕された。これによって罰金15000ドル及び一生涯の出場停止を言い渡された。これによりセランゴールFAが有していた彼の登記をマレーシアサッカー協会が抹消し、セランゴールFAでの試合出場は一切不能となった。